# بدیر
بدیر، روستایی از توابع بخش رونیز شهرستان استهبان در استان فارس ایران است.

## جمعیت
این روستا در دهستان رونیز قرار دارد و براساس سرشماری مرکز آمار ایران در سال ۱۳۸۵، جمعیت آن ۱۵ نفر (۴خانوار) بوده‌است.